# Okres Viamala
Okres Viamala (německy Region Viamala) je jedním z 11 okresů kantonu Graubünden ve Švýcarsku, které vznikly v důsledku územní reformy k 1. lednu 2016.
S výjimkou obce Mutten (od 1. ledna 2016 se přesunula z okresu Albula) je okres Viamala totožný s okresem Viamala, který existoval do 31. prosince 2015.

## Seznam obcí
| Znak               | Název obce         | Počet obyvatel (31. 12. 2022) | Rozloha (km²) | Hustota zalidnění (obyv./km²) |
| ------------------ | ------------------ | ----------------------------- | ------------- | ----------------------------- |
| Andeer             | Andeer             | 921                           | 46,30         | 20                            |
| Avers              | Avers              | 168                           | 93,14         | 2                             |
| Cazis              | Cazis              | 2346                          | 31,18         | 75                            |
| Domleschg          | Domleschg          | 2200                          | 45,94         | 48                            |
| Ferrera            | Ferrera            | 73                            | 75,46         | 1                             |
| Flerden            | Flerden            | 251                           | 6,09          | 41                            |
| Fürstenau          | Fürstenau          | 351                           | 1,32          | 266                           |
| Masein             | Masein             | 517                           | 4,20          | 123                           |
| Muntogna da Schons | Muntogna da Schons | 383                           | 53,59         | 7                             |
| Rheinwald          | Rheinwald          | 564                           | 136,81        | 4                             |
| Rongellen          | Rongellen          | 59                            | 2,02          | 29                            |
| Rothenbrunnen      | Rothenbrunnen      | 301                           | 3,11          | 97                            |
| Scharans           | Scharans           | 822                           | 14,29         | 58                            |
| Sils im Domleschg  | Sils im Domleschg  | 979                           | 9,28          | 105                           |
| Sufers             | Sufers             | 145                           | 34,62         | 4                             |
| Thusis             | Thusis             | 3415                          | 16,77         | 204                           |
| Tschappina         | Tschappina         | 142                           | 24,67         | 6                             |
| Urmein             | Urmein             | 166                           | 4,33          | 38                            |
| Zillis-Reischen    | Zillis-Reischen    | 404                           | 24,47         | 17                            |
| Celkem (19)        | Celkem (19)        | 14 207                        | 627,59        | 23                            |